# Arthur Vermeeren
Arthur Denis Vermeeren (ur. 7 lutego 2005 w Lier) – belgijski piłkarz grający na pozycji pomocnika w niemieckim RB Leipzig oraz w reprezentacji Belgii.

## Kariera klubowa

### Royal Antwerp
Swój profesjonalny debiut zaliczył 11 sierpnia 2022 r. podczas wygranego meczu Ligi Konferencji Europy przeciwko Lillestrøm. Po meczu otrzymał gratulacje od trenera. Sam również zadowolony był ze swojego występu. W kwietniu 2023 roku wystąpił w finale Pucharu Belgii, gdzie jego drużyna pokonała KV Mechelen 2:0. 23 lipca 2023 roku zdobył Superpuchar Belgii pokonując KV Mechelen w rzutach karnych.

### Atlético Madryt
26 stycznia 2024 roku w zimowym okienku transferowym trafił do hiszpańskiego pierwszoligowego Atlético Madryt.

## Statystyki kariery

### Klubowe
(aktualne na dzień 11 listopada 2023)
| Klub               | Sezon              | Liga                   | Liga  | Liga   | Puchar kraju | Puchar kraju | Europa | Europa | Inne  | Inne   | Suma  | Suma   |
| Klub               | Sezon              | Liga                   | Mecze | Bramki | Mecze        | Bramki       | Mecze  | Bramki | Mecze | Bramki | Mecze | Bramki |
| ------------------ | ------------------ | ---------------------- | ----- | ------ | ------------ | ------------ | ------ | ------ | ----- | ------ | ----- | ------ |
| Royal Antwerp II   | 2022/23            | First Amateur Division | 6     | 1      | –            | –            | –      | –      | –     | –      | 6     | 1      |
| Royal Antwerp II   | Łącznie            | Łącznie                | 6     | 1      | 0            | 0            | 0      | 0      | 0     | 0      | 6     | 1      |
| Royal Antwerp      | 2022/23            | Eerste Klasse          | 26    | 1      | 6            | 0            | 2      | 0      | –     | –      | 34    | 1      |
| Royal Antwerp      | 2023/24            | Eerste Klasse          | 14    | 1      | 1            | 0            | 6      | 0      | 1     | 0      | 22    | 1      |
| Royal Antwerp      | Łącznie            | Łącznie                | 40    | 2      | 7            | 0            | 8      | 0      | 1     | 0      | 56    | 2      |
| Łącznie w karierze | Łącznie w karierze | Łącznie w karierze     | 46    | 3      | 7            | 0            | 8      | 0      | 1     | 0      | 62    | 3      |

## Sukcesy

### Royal Antwerp
- Puchar Belgii: 2022/2023
- Superpuchar Belgii: 2023
- Eerste klasse A: 2022/2023